# 孝恩寺

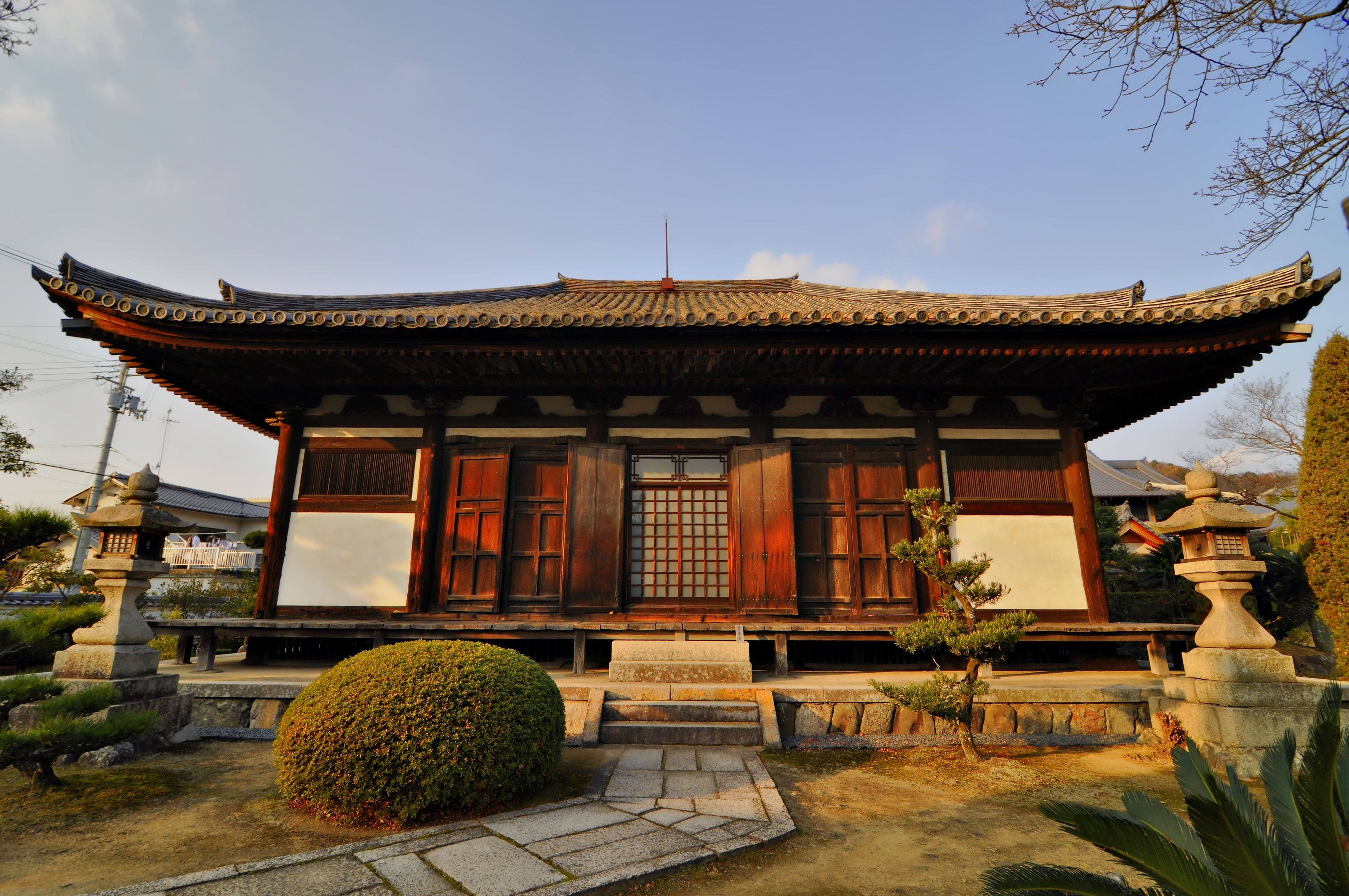
観音堂

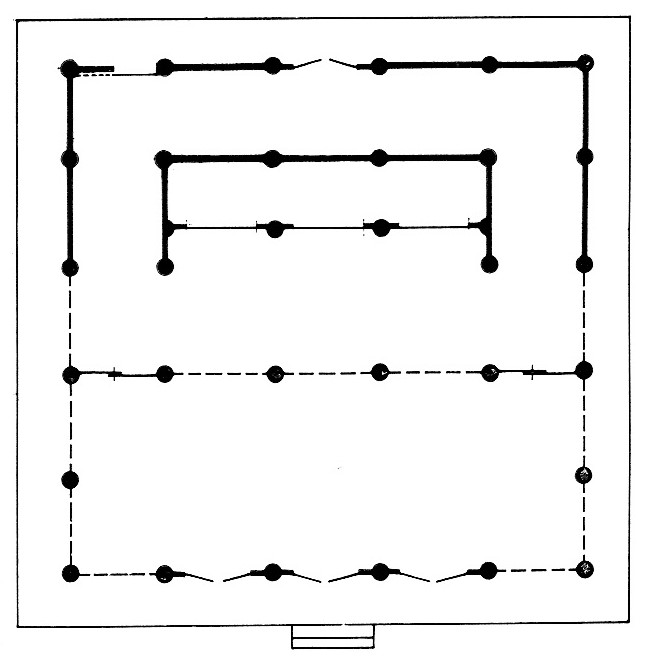
観音堂平面図

孝恩寺（こうおんじ）は、大阪府貝塚市木積（こつみ）にある浄土宗の寺院。山号は慈眼山。本尊は阿弥陀如来。「木積の釘無堂」と呼ばれる観音堂（国宝）が有名である。

## 歴史
国宝に指定されている観音堂は、もとは「観音寺」と称し、孝恩寺とは別個の寺院であった。旧・観音寺は「和泉名所図会」のような近世の文献には「木積観音」（こつみかんのん）とあり、奈良時代の神亀3年（726年）、行基による開基と伝える古寺である。行基は現在の大阪府堺市の出身で、奈良時代に架橋、灌漑などの社会事業を行い、民衆の支持を受けていた僧で、東大寺大仏の造立にも寄与している。行基の開創伝承をもつ寺は奈良県西部から大阪府南部にかけて多数存在し、観音寺もその1つで、「行基建立四十九院」の一つとされている。付近の地名を「木積」というが、これは行基が多数の寺院を建立するにあたり、山から切り出してきた材木の集積場であったことに由来する地名であるという。
平安時代初頭までに七堂伽藍が揃っていたが、室町時代に山名氏や大内氏らの戦火に巻き込まれ大半の建物が焼失する。
安土桃山時代には観音寺は根来寺の傘下にあったがために、天正13年（1585年）、羽柴秀吉による紀州征伐で観音堂以外のほぼ全ての建物を焼失した。この際に、仏像を薬師池に沈めて消失を免れた、という逸話は地元の人間には有名な話である。
唯一兵火を逃れ現存する観音堂は「木積の釘無堂」と呼ばれ、鎌倉時代の密教建築様式を伝える貴重な文化財として国宝の指定を受けている。なお「釘無堂」とは建築に際し釘を使用していないとの意味であるが、伝統工法の木組みを用いた社寺建築では、構造部分に釘を使用しないのは必ずしもこの堂に限ったことではない。
1889年（明治22年）に観音寺は観音堂を残して廃寺となった。1903年（明治36年）、観音堂が特別保護建造物（後の「重要文化財」）に指定された際は、寺院名を冠さず単に「観音堂」として指定された。その後、1914年（大正3年）、観音堂は孝恩寺に合併されることとなり、旧境内地は孝恩寺となった。観音堂はその本堂となって21世紀に至っている。孝恩寺は阿弥陀如来を本尊とする浄土宗寺院であるが、その由来、草創年月などは不明である。

## 境内
- 観音堂（国宝） - 鎌倉時代後期の再建。桁行5間、梁間5間、一重寄棟造、屋根は珍しい行基葺となっている。連子窓、平行垂木など和様の意匠を基調とするが、長押の代わりに足固貫、内法貫などの貫（柱を貫通する水平材）を多用する点、正面扉を桟唐戸とする点などには禅宗様の要素がある。内部の外陣に架け渡した虹梁は断面円形の大仏様のものを用いている。大阪府下最古の木造建築物である。
- 納骨堂
- 宝物殿 - 仏像など国の重要文化財19件を所蔵・展示している。
- 庫裏
- 鐘楼
- 山門

## 文化財

### 国宝
- 観音堂

### 重要文化財
- 木造阿弥陀如来坐像 - 平安時代、漆箔、像高138.8cm 下記の十一面観音像2躯とともに「阿弥陀三尊」として安置されている。
- 木造十一面観音立像（伝・観音菩薩像） - 平安時代、像高179.5cm
- 木造十一面観音立像（伝・勢至菩薩像） - 平安時代、像高167.5cm
- 木造阿弥陀如来立像 - 平安時代、彩色、像高141.0cm
- 木造釈迦如来坐像 - 平安時代、彩色、像高89.0cm
- 木造薬師如来立像 - 平安時代、彩色、像高158.4cm
- 木造十一面観音立像 - 平安時代、像高156.8cm
- 木造聖観音立像 2躯 - 平安時代、彩色、像高161.7cm及び166.2cm
- 木造弥勒菩薩坐像 - 平安時代、彩色、像高86.7cm　印相からみて、本来、阿弥陀如来像として造立されたものと思われる。
- 木造文殊菩薩立像 - 平安時代、彩色、像高169.0cm
- 木造普賢菩薩立像 - 平安時代、彩色、像高167.5cm
- 木造地蔵菩薩立像 - 平安時代、彩色漆箔　像高136.4cm
- 木造虚空蔵菩薩立像 - 平安時代、彩色　像高169.0cm　大阪市立美術館に寄託。
- 木造帝釈天立像 - 平安時代、彩色、像高171.0cm
- 木造多聞天立像 - 平安時代、彩色、像高169.2cm
- 木造弁才天立像 - 平安時代、彩色、像高117.6cm
- 木造難陀竜王立像 - 平安時代、彩色、像高164.4cm
- 木造跋難陀竜王立像 - 平安時代、彩色、像高173.4cm
- 板絵着色天部像 - 平安時代

### 大阪府指定有形文化財
- 石造五輪塔

### 貝塚市指定有形文化財
- 木造持国天立像
- 木造阿弥陀如来立像

## 前後の札所
和泉西国三十三箇所
24 成願寺　-　25 孝恩寺　-　26 水間寺
阪和西国三十三ヶ所観音霊場
16 水間寺　-　17 孝恩寺　-　18 法禅寺

## 交通アクセス
- 水間鉄道水間線 水間観音駅から水鉄バス「蕎原」行きで5分、「釘無堂」下車、徒歩すぐ